# Flugunfall der Sabena bei Gao
Der Flugunfall der Sabena bei Gao ereignete sich am 24. Juli 1951, als eine Douglas DC-3-455 der Sabena, mit der ein interkontinentaler Frachtflug von Brüssel nach Léopoldville durchgeführt wurde, nach einem planmäßigen Zwischenstopp in Gao beim Start vom Flughafen Gao verunglückte. Bei dem Unfall wurden die drei Crewmitglieder getötet.

## Maschine
Bei dem Flugzeug handelte es sich um eine zivile Douglas DC-3-455, die während des Zweiten Weltkriegs zu einer Militärmaschine der Baureihe C-49K umgebaut und später wieder in den zivilen Zustand zurück versetzt worden war. Die Maschine mit der Werknummer 6327 wurde während des Zweiten Weltkrieges im Jahr 1942 im Werk der Douglas Aircraft Company gebaut und anschließend mit dem militärischen Luftfahrzeugkennzeichen 43-2002 an die United States Army Air Forces (USAAF) ausgeliefert. Nach dem Zweiten Weltkrieg wurde die Maschine durch die USAAF als Überbestand kategorisiert und ausgeflottet. Zunächst war ein Verkauf des Flugzeugs mit dem neuen Luftfahrzeugkennzeichen NC34980 an den ursprünglichen Besteller Trans World Airlines geplant, das Geschäft kam jedoch nicht zustande. Später ging die DC-3 mit dem Kennzeichen N34980 an einen unbekannten Besitzer über. Schließlich übernahm die Sabena die Maschine und ließ sie mit dem Kennzeichen OO-CBA zu. Das zweimotorige Mittelstreckenflugzeug wurde von zwei Doppelsternmotoren Pratt & Whitney R-1820 Twin Wasp mit je 1.200 PS Leistung angetrieben.

## Insassen
An Bord der Frachtmaschine befand sich lediglich eine dreiköpfige Besatzung, bestehend aus dem Flugkapitän, dem Ersten Offizier und dem Bordfunker.

## Unfallhergang
Kurz nach dem Start von der Startbahn 25 des Flughafens Gao drehte sich die Maschine im Anfangssteigflug in einer Höhe von 10 Metern um 90 Grad nach links und stieg dann auf eine Höhe von 30 Metern, während sie sich erneut um 90 Grad nach links drehte, wodurch sie in den Gegenanflug auf die Landebahn eindrehte. Kurz darauf drehte sich die Maschine jedoch ein drittes Mal, geriet in einen Seitengleitflug und verlor an Höhe. Die DC-3 schlug dann mit der linken Tragflächenspitze auf dem Boden auf und ging in Flammen auf. Alle drei Besatzungsmitglieder kamen ums Leben.

## Ursache
Es stellte sich heraus, dass das rechte Triebwerk kurz nach dem Rotieren ausgefallen war. Dabei war es zu einer Undichtigkeit in der Hydraulikanlage gekommen. Hydraulikflüssigkeit spritzte auf die Cockpitscheiben und beeinträchtigte vorübergehend die Sicht der Piloten, welche dann die Kontrolle über das Flugzeug verloren.